# Азот (област)
 Тази статия е за областта в Северна Македония.  За химичния елемент вижте Азот.  
А̀зот (на македонска литературна норма: Азот) или Бабуния (Бабунија) е историко-географска област, разположена в централната част на Северна Македония.

## География
Азот обхваща долината на река Бабуна. На запад е обградена от планата Даутица, които я отделя от областта Поречие, а северната ѝ граница е планината Якубица (Мокра планина). На югозапад Бабуна планина отделя Азот от най-северната част на котловината Пелагония – Прилепското поле, а от юг планината Клепа я отделя от областта Тиквеш. Източната граница на областта е реката Вардар. Областта е разположена югозападно от град Велес и през нея минава пътят към Прилеп и Битоля.

## Селища
Днес цялата област влиза в западната част на община Чашка, а до 2004 година селата в Азот формират отделна община с център селото Богомила.
Най-голямото село в областта Азот е Богомила. Останалите села, които влизат в областта са Бистрица, Габровник, Капиново, Мокрени, Нежилово, Оморани, Ораов дол, Ореше, Папрадище, Плевене, Согле, Теово и Црешнево. Също така за азотски села могат да се смятат и Мартолци, Поменово, Степанци и Смиловци, които до 2004 година са в община Извор.
При изворите на Бабуна има две разрушени (вероятно в кърджалийските времена) села – Гарван и Чеплес.
По етнографски признак населението на Азот е съставено от бърсяци, като единствено селата Ореше и Папрадище са мияшки – заселени от мияци от Росоки, Лазарополе и Могорче, които забягват тук от честите албански разбойнически нападения към края на XVII и началото на XVIII век. Село Согле е албанско.

## История
В края на XIX и началото на XX век в Азот, намира силна почва сръбската пропаганда в Македония. Много от селата в областта са сърбомански, верни на Цариградската патриаршия. Според секретаря на Българската екзархия Димитър Мишев в 1905 година патриаршистки села са Богомила, Капиново, Габровник и Мокрени. Бистрица, Ореше, Папрадище, Стари град, Мартолци, Поменово и Црешнево са български екзархийски, а Нежилово, Никодим, Ораов дол и Теово са разделени между сърбомани и българи.
В Азот действат четите на сръбската пропаганда на Григор Соколович, Василие Тръбич и Йован Бабунски. До 1908 година в борба с четите на ВМОРО сръбската въоръжена пропаганда завзема повечето села в областта. Селото, което устоява на сръбския натиск, е Бистрица. След Хуриета и разпускането на четите някои от селата се връщат към Българската екзархия.